# Francesco Masini (pittore)
Francesco Masini (Cesena, 1532 circa – Cesena, 1601) è stato un nobile, pittore e architetto italiano, attivo a Cesena nella seconda metà del XVI secolo.

## Biografia
Molto poco si conosce della sua vita se non che fu il progettista dell'omonima fontana a Cesena nel 1591 e della Torre Pretoria a Cesenatico nel 1597, oggi non più esistente,. Ebbe come allievo il pittore Matteo Zaccolini.